# Karim El Ahmadi
Karim El Ahmadi Arrousi (arabiska: كريم الأحمدي); född 27 januari 1985 i Enschede, är en marockansk-nederländsk fotbollsspelare (mittfältare) som spelar för Al-Ittihad.

## Karriär
Den 9 juli 2018 värvades El Ahmadi av saudiska Al-Ittihad, där han skrev på ett tvåårskontrakt. I september 2020 förlängde El Ahmadi sitt kontrakt med ett år.